# Кондратюк Віталій Дмитрович
Віталій Дмитрович Кондратюк (нар. 16 квітня 1975, Кривий Ріг, Дніпропетровська область, УРСР) — український футболіст, захисник. У Вищій лізі України зіграв 15 матчів за вінницьку «Ниву».

## Життєпис
Вихованець «Кривбасу». Футбольну кар'єру розпочав у сезоні 1993/94 років у футболці криворізького ІНКО, який виступав в аматорському чемпіонаті України. Потім перейшов у жовтоводський «Сіріус». У професіональному футболі дебютував 4 червня 1995 року в переможному (1:0) домашньому поєдинку 37-о туру Другої ліги проти чернігівської «Десни». Віталій вийшов на поле в стартовому складі та відіграв увесь матч. У складі «Авангарду» зіграв 7 матчів у Другій лізі та 2 поєдинки у кубку України. У 1995 році повернувся до Кривого Рогу, де підсилив друголіговий «Спортінвест». Дебютним голом у професіональному футболі відзначився 22 серпня 1995 року на 84-й хвилині переможного (1:0) домашнього поєдинку 5-о туру групи Б Другої ліги проти слов'янського «Динамо». Кондратюк вийшов на поле в стартовому складі та відіграв увесь матч. У команді відіграв один сезон, за цей час у Другій лізі провів 18 матчів (2 голи), ще 1 матч провів у кубку України.
Напередодні старту сезону 1996/97 років приєднався до «Ниви». У футболці вінницького клубу дебютував 3 листопада 1996 року в пргграному (0:3) виїзному поєдинку 14-о туру Вищої ліги проти полтавської «Ворскли». Віталій вийшов на поле в стартовому складі та відіграв увесь матч, а на 47-й хвилині отримав жовту картку. У команді виступав до завершення сезону 2002/03 років, за цей час у чемпіонатах України провів 177 матчів, ще 11 матчів зіграв у кубку України. З 1996 по 1997 рік також виступав у Другій лізі за фарм-клуб вінничан, «Нива» (Бершадь). У 2004 році приєднався до аматорського клубу «Бершадь». Допоміг команді повернутися до професіонального футболу, а в середині травня 2006 року перерався в «Олком», де й завершив кар'єру гравця.